# Fublaines
Fublaines est une commune française située dans le département de Seine-et-Marne en région Île-de-France.

## Géographie

### Localisation
Fublaines est situé à environ 7,4 km au sud-est de Meaux et à 3,5 km par la route, au sud-ouest de Trilport.

### Communes limitrophes
| Meaux              |                        | Trilport     |
|                    | Fublaines              |              |
| Nanteuil-lès-Meaux | Boutigny, Saint-Fiacre | Villemareuil |

### Géologie et relief
Le village est bâti sur le penchant d'un coteau qui domine la rive gauche de la Marne, au bout d'une grande plaine.
L'altitude de la commune varie de 44 mètres à 141 mètres pour le point le plus haut, le centre du bourg se situant à environ 109 mètres d'altitude (mairie). Elle est classée en zone de sismicité 1, correspondant à une sismicité très faible.
Le sol de Fublaines est généralement argileux.

### Hydrographie

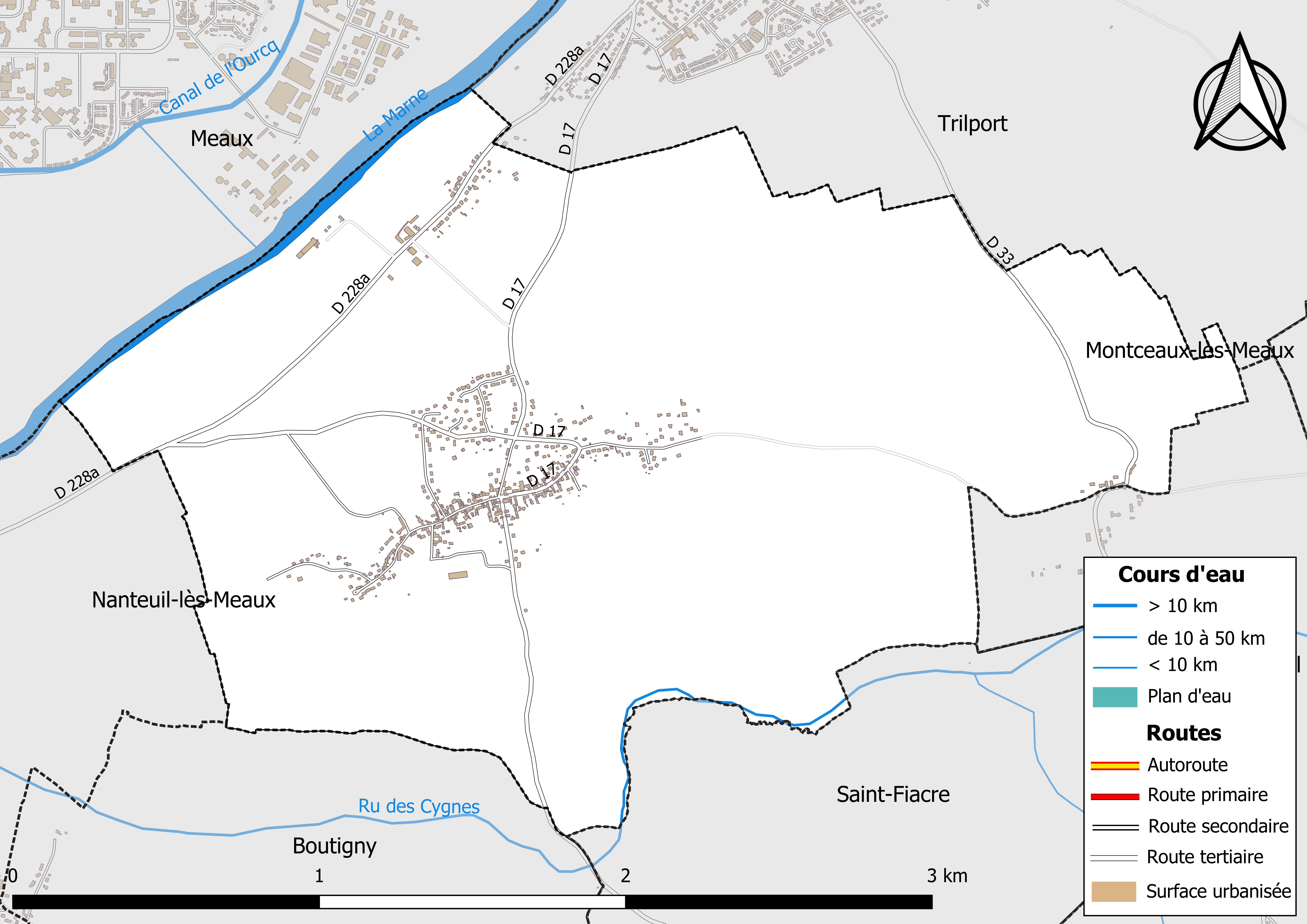
Carte des réseaux hydrographique et routier de Fublaines.

Le réseau hydrographique de la commune se compose de deux cours d'eau référencés :
- la rivière la Marne, longue de 514,26 km[4], principal affluent de la Seine, marque la limite nord-ouest de la commune ;
  - le ru des Cygnes, long de 9,72 km[5], affluent de la Marne.

Par ailleurs, son territoire est également traversé par l'aqueduc de la Dhuis dans sa partie sud-est.
La longueur totale des cours d'eau sur la commune est de 2,7 km.

### Climat
Pour des articles plus généraux, voir Climat de l'Île-de-France et Climat de Seine-et-Marne.
En 2010, le climat de la commune est de type climat océanique dégradé des plaines du Centre et du Nord, selon une étude du CNRS s'appuyant sur une série de données couvrant la période 1971-2000. En 2020, Météo-France publie une typologie des climats de la France métropolitaine dans laquelle la commune est exposée à un climat océanique altéré et est dans la région climatique Nord-est du bassin Parisien, caractérisée par un ensoleillement médiocre, une pluviométrie moyenne régulièrement répartie au cours de l’année et un hiver froid (3 °C).
Pour la période 1971-2000, la température annuelle moyenne est de 11,2 °C, avec une amplitude thermique annuelle de 14,2 °C. Le cumul annuel moyen de précipitations est de 731 mm, avec 11,5 jours de précipitations en janvier et 8,4 jours en juillet. Pour la période 1991-2020, la température moyenne annuelle observée sur la station météorologique la plus proche, située sur la commune de Changis-sur-Marne à 6 km à vol d'oiseau, est de 11,9 °C et le cumul annuel moyen de précipitations est de 710,1 mm,. Pour l'avenir, les paramètres climatiques de la commune estimés pour 2050 selon différents scénarios d'émission de gaz à effet de serre sont consultables sur un site dédié publié par Météo-France en novembre 2022.

### Milieux naturels et biodiversité
Aucun espace naturel présentant un intérêt patrimonial n'est recensé sur la commune dans l'inventaire national du patrimoine naturel,,.

## Urbanisme

### Typologie
Au 1er janvier 2024, Fublaines est catégorisée ceinture urbaine, selon la nouvelle grille communale de densité à sept niveaux définie par l'Insee en 2022.
Elle est située hors unité urbaine. Par ailleurs la commune fait partie de l'aire d'attraction de Paris, dont elle est une commune de la couronne,. Cette aire regroupe 1 929 communes,.

### Lieux-dits et écarts
La commune compte 43 lieux-dits administratifs répertoriés dont les Basses-Fermes, les Brinches (partagé avec la commune de Villemareuil).

### Occupation des sols
L'occupation des sols de la commune, telle qu'elle ressort de la base de données européenne d’occupation biophysique des sols Corine Land Cover (CLC), est marquée par l'importance des territoires agricoles (61,7 % en 2018), une proportion identique à celle de 1990 (61,7 %). La répartition détaillée en 2018 est la suivante : 
terres arables (55,7% ), forêts (24,3% ), zones urbanisées (14% ), prairies (4,6% ), zones agricoles hétérogènes (1,3 %).
Parallèlement, L'Institut Paris Région, agence d'urbanisme de la région Île-de-France, a mis en place un inventaire numérique de l'occupation du sol de l'Île-de-France, dénommé le MOS (Mode d'occupation du sol), actualisé régulièrement depuis sa première édition en 1982. Réalisé à partir de photos aériennes, le Mos distingue les espaces naturels, agricoles et forestiers mais aussi les espaces urbains (habitat, infrastructures, équipements, activités économiques, etc.) selon une classification pouvant aller jusqu'à 81 postes, différente de celle de Corine Land Cover,,. L'Institut met également à disposition des outils permettant de visualiser par photo aérienne l'évolution de l'occupation des sols de la commune entre 1949 et 2018.

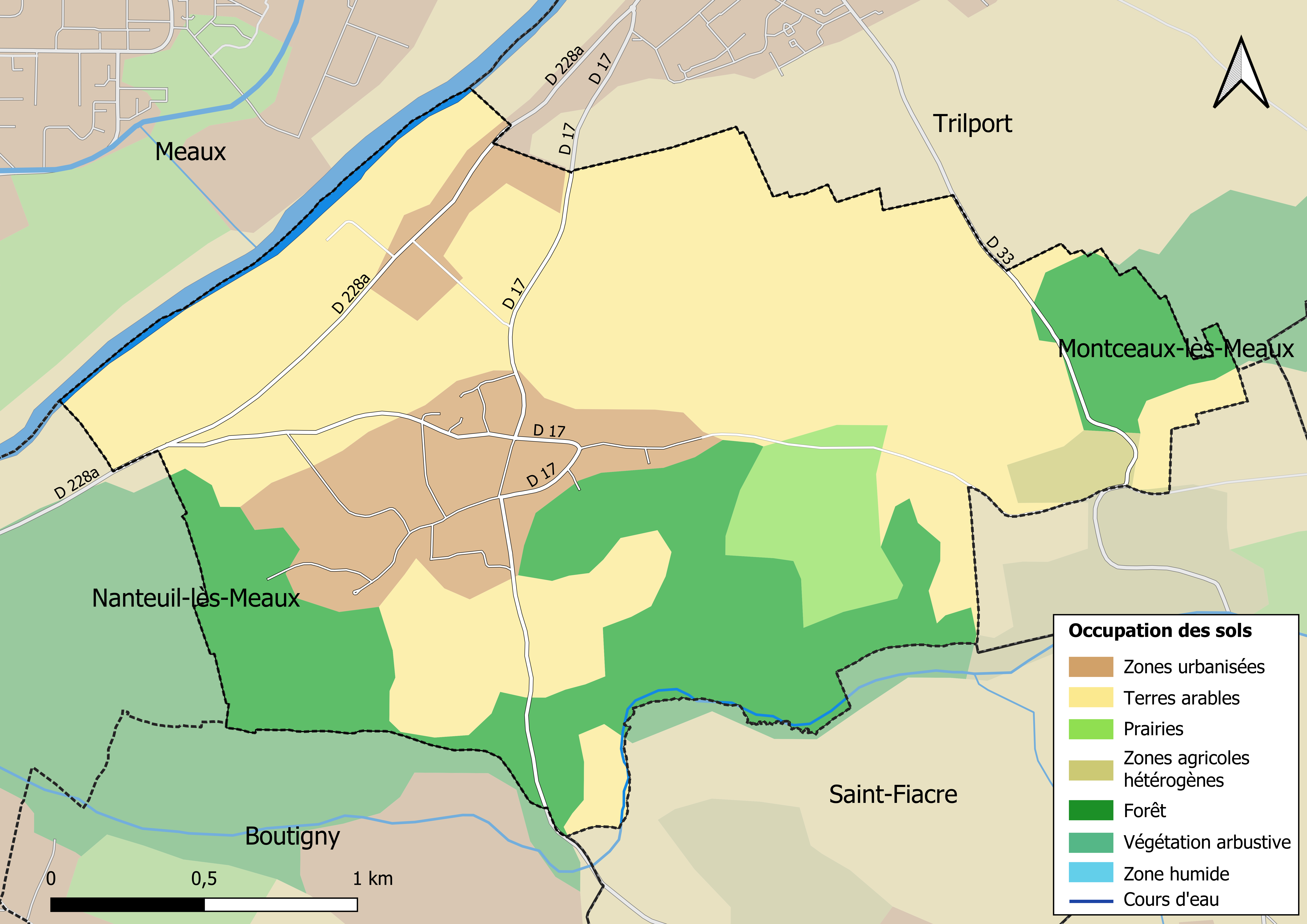
Carte des infrastructures et de l'occupation des sols en 2018 (CLC) de la commune.
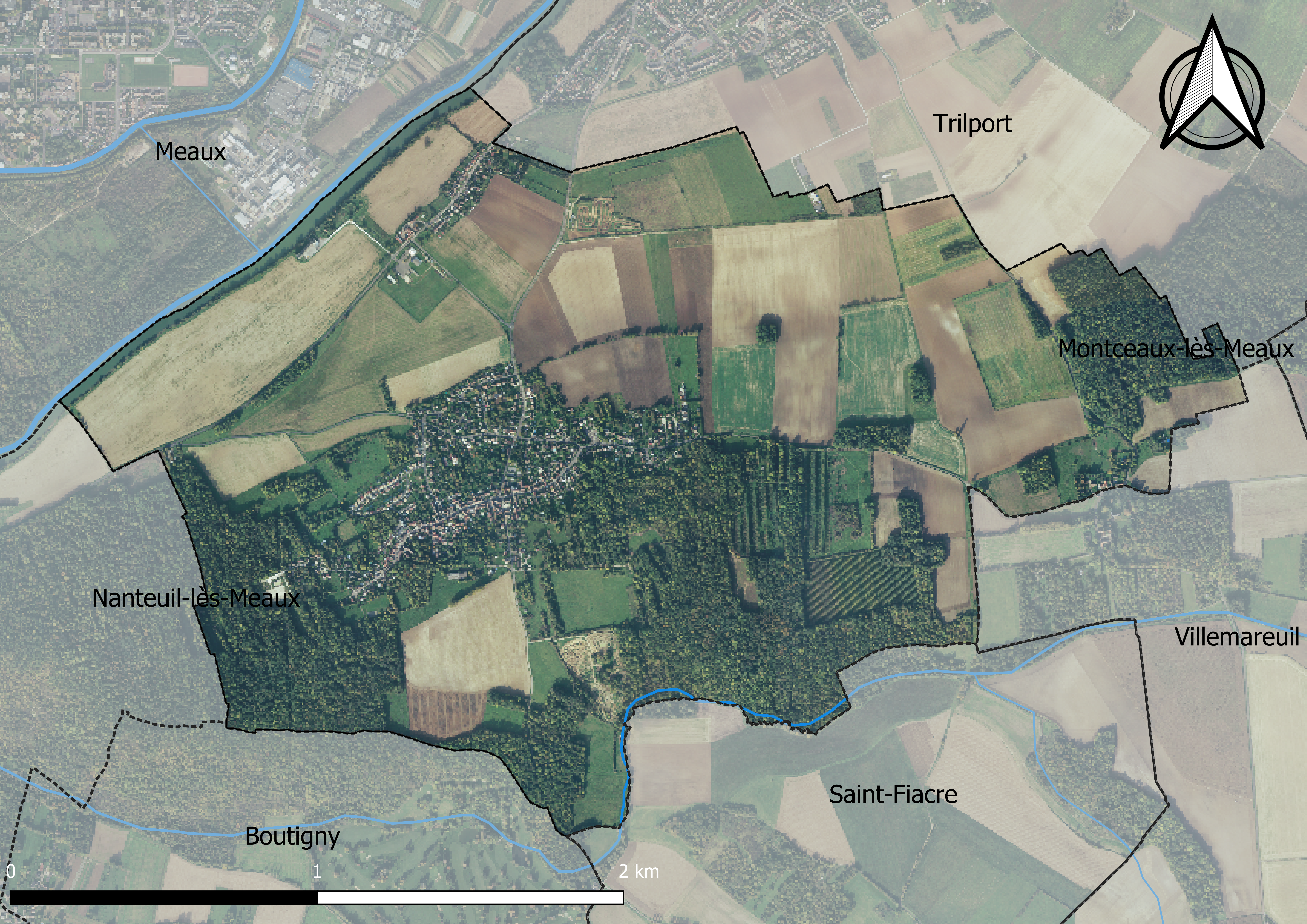
Carte orhophotogrammétrique de la commune.

### Planification
La commune disposait en 2019 d'un plan local d'urbanisme en révision. Le zonage réglementaire et le règlement associé peuvent être consultés sur le Géoportail de l'urbanisme.

### Logement
En 2017, le nombre total de logements dans la commune était de 542 dont 84,5 % de maisons et 14,8 % d'appartements.
Parmi ces logements, 93,4 % étaient des résidences principales, 1,3 % des résidences secondaires et 5,4 % des logements vacants.
La part des ménages fiscaux propriétaires de leur résidence principale s'élevait à 76,7 % contre 22,1 % de locataires dont, 7,5 % de logements HLM loués vides (logements sociaux) et, 1,2 % logés gratuitement.

### Voies de communication et transports

#### Transports
La commune est desservie par les lignes du réseau de bus Meaux et Ourcq : 
- M (Montceaux-lès-Meaux– Meaux) ;
- Ms scolaire (Montceaux-lès-Meaux– Meaux) ;
- Qs scolaire pour le collège de Trilport (Armentières-en-Brie- Trilport).

## Toponymie
Le nom de la localité est mentionné sous les formes Fuvelinae en 1005 ; Fublenae en 1153 ; Fullenae vers 1180 ; Febleines en 1228 ; Fubleines en 1276 ; Fublane en 1289 ; Ecclesia Sancti Eligii de Fublanis en 1334 ; Molendinum de Fublanis en 1505 ; Feublaines en 1611.

## Histoire
La création de Fublaines remonterait à une époque très reculée puisqu'il en est question au début du XIe siècle. Fublaines est cité pour la première fois dans un acte de 1005. À cette date le village était une annexe de Boutigny et en fut séparé pour être érigé en paroisse. Au XVe siècle la cure était à la collation entre l'évêque Manasses II le chapitre de Meaux.
En 1588, un couvent des Minimes fut fondé à Feublines, il fut supprimé quelques années avant 1789. En effet les revenus étant insuffisants, les religieux quittèrent le village pour aller à Crécy-en-Brie. Le couvent fut démoli et ses propriétés vendues. Divers lieux-dits ou noms témoignent de se souvenir comme la sente des Minimes, le Couvent, le Clos du Chapitre…
En 1814, lors de la campagne de France, puis en 1815 après Waterloo la commune eut beaucoup à souffrir des troupes d'invasions en raison de sa proximité avec la route d'Allemagne. La région est ravagée par des pluies continues qui durèrent une grande partie de l'année 1816 empêchant les grains de murir. Le blé de très mauvaise qualité fourni un pain à peine mangeable qui se vendit toutefois 4 puis 5 et 6 francs les 12 livres.
En 1832 puis en 1854, une épidémie de choléra fait de nombreuses victimes. Sous le règne de Louis-Philippe, Fublaines possédait une compagnie de gardes nationaux qui partit pour Paris en juin 1848 afin de renforcer les troupes trop faibles pour résister à l'insurrection.
En 1860, une maison de santé pour enfants convalescents par l'impératrice Eugénie mais elle fut supprimée en 1864. Vers la fin du XIXe siècle la bâtisse est transformée en maison de retraite pour prêtres.
Durant la guerre de 1870, la commune, située sur la route de l'Allemagne à Paris fut de nouveau très éprouvée, en particulier par les fortes réquisitions.

## Politique et administration

### Liste des maires

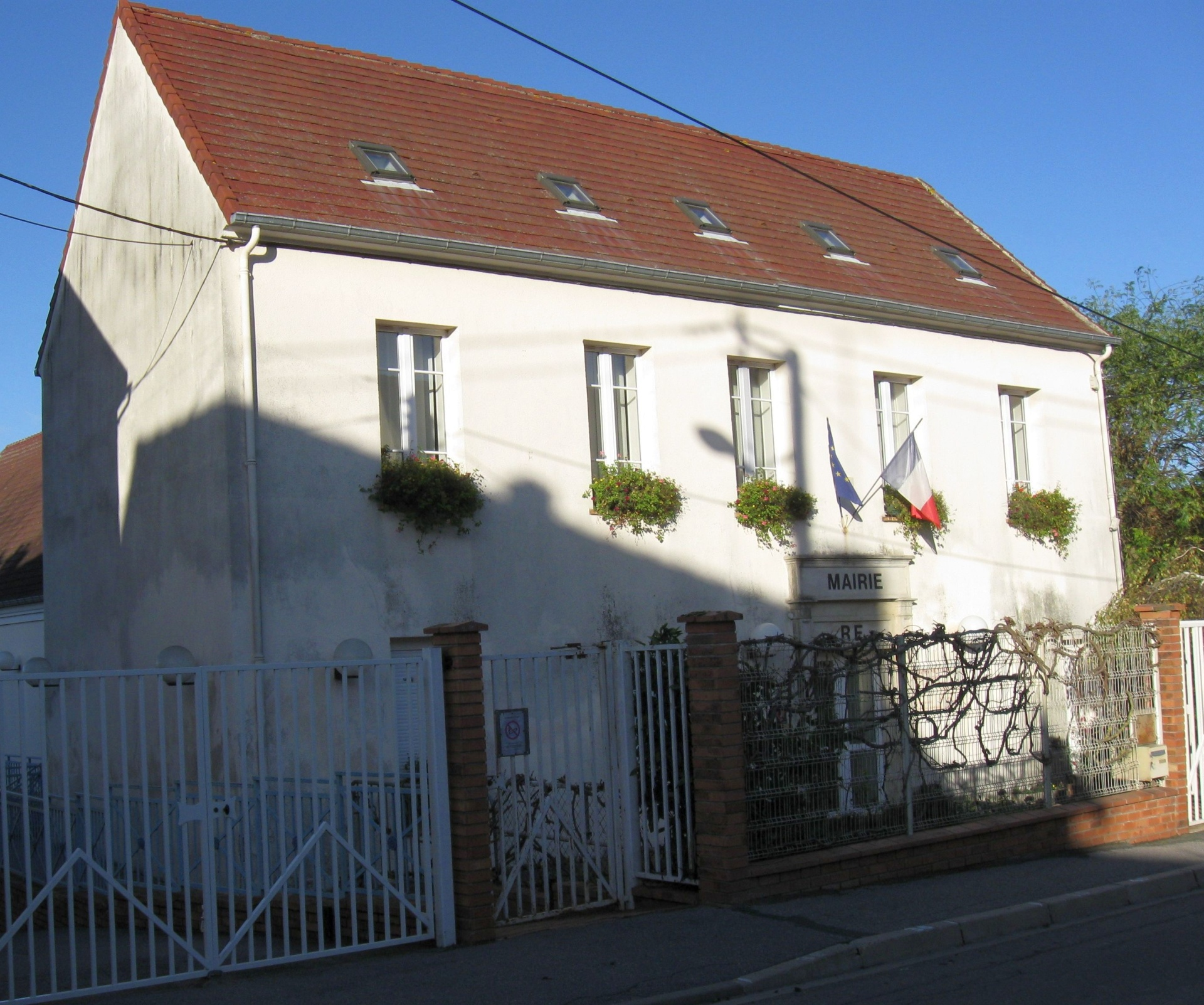
La mairie.

| Période                                  | Période    | Identité         | Étiquette | Qualité                                                      |
| ---------------------------------------- | ---------- | ---------------- | --------- | ------------------------------------------------------------ |
| Les données manquantes sont à compléter. |            |                  |           |                                                              |
| juillet 2003                             | avril 2014 | Claudine Mèze    |           |                                                              |
| avril 2014                               | mai 2020   | Patrick Briet    |           | Retraité                                                     |
| mai 2020                                 | En cours   | Déborah Courtois |           | Employés civils et agents de service de la fonction publique |

## Équipements et services

### Eau et assainissement
L’organisation de la distribution de l’eau potable, de la collecte et du traitement des eaux usées et pluviales relève des communes. La loi NOTRe de 2015 a accru le rôle des EPCI à fiscalité propre en leur transférant cette compétence. Ce transfert devait en principe être effectif au 1er janvier 2020, mais la loi Ferrand-Fesneau du 3 août 2018 a introduit la possibilité d’un report de ce transfert au 1er janvier 2026,.

#### Assainissement des eaux usées
En 2020, la gestion du service d'assainissement collectif de la commune de Fublaines est assurée par  le CA du Pays de Meaux (CAPM) pour la collecte, le transport et la dépollution,,.
L’assainissement non collectif (ANC) désigne les installations individuelles de traitement des eaux domestiques qui ne sont pas desservies par un réseau public de collecte des eaux usées et qui doivent en conséquence traiter elles-mêmes leurs eaux usées avant de les rejeter dans le milieu naturel. Le SMAAEP de Crécy_Boutigny et Environs assure pour le compte de la commune le service public d'assainissement non collectif (SPANC), qui a pour mission de vérifier la bonne exécution des travaux de réalisation et de réhabilitation, ainsi que le bon fonctionnement et l’entretien des installations,.

#### Eau potable
En 2020, l'alimentation en eau potable est assurée par  le SMAAEP de Crécy_Boutigny et Environs qui en a délégué la gestion à la SAUR, dont le contrat expire le 31 décembre 2024,,.
Les nappes de Beauce et du Champigny sont classées en zone de répartition des eaux (ZRE), signifiant un déséquilibre entre les besoins en eau et la ressource disponible. Le changement climatique est susceptible d’aggraver ce déséquilibre. Ainsi afin de renforcer la garantie d’une distribution d’une eau de qualité en permanence sur le territoire du département, le troisième Plan départemental de l’eau signé, le 3 octobre 2017, contient un plan d’actions afin d’assurer avec priorisation la sécurisation de l’alimentation en eau potable des Seine-et-Marnais. A cette fin a été préparé et publié en décembre 2020 un schéma départemental d’alimentation en eau potable de secours dans lequel huit secteurs prioritaires sont définis. La commune fait partie du secteur Meaux.

## Population et société

### Démographie
L'évolution du nombre d'habitants est connue à travers les recensements de la population effectués dans la commune depuis 1793. Pour les communes de moins de 10 000 habitants, une enquête de recensement portant sur toute la population est réalisée tous les cinq ans, les populations de référence des années intermédiaires étant quant à elles estimées par interpolation ou extrapolation. Pour la commune, le premier recensement exhaustif entrant dans le cadre du nouveau dispositif a été réalisé en 2007.

En 2022, la commune comptait 1 381 habitants, en évolution de +7,55 % par rapport à 2016 (Seine-et-Marne : +3,92 %, France hors Mayotte : +2,11 %).
| 1793 | 1800 | 1806 | 1821 | 1831 | 1836 | 1841 | 1846 | 1851 |
| ---- | ---- | ---- | ---- | ---- | ---- | ---- | ---- | ---- |
| 347  | 390  | 420  | 387  | 436  | 430  | 415  | 401  | 381  |

| 1856 | 1861 | 1866 | 1872 | 1876 | 1881 | 1886 | 1891 | 1896 |
| ---- | ---- | ---- | ---- | ---- | ---- | ---- | ---- | ---- |
| 347  | 401  | 354  | 367  | 365  | 360  | 363  | 309  | 327  |

| 1901 | 1906 | 1911 | 1921 | 1926 | 1931 | 1936 | 1946 | 1954 |
| ---- | ---- | ---- | ---- | ---- | ---- | ---- | ---- | ---- |
| 303  | 290  | 278  | 218  | 222  | 251  | 265  | 234  | 381  |

| 1962 | 1968 | 1975 | 1982 | 1990 | 1999  | 2006  | 2007  | 2012  |
| ---- | ---- | ---- | ---- | ---- | ----- | ----- | ----- | ----- |
| 360  | 451  | 467  | 605  | 933  | 1 011 | 1 150 | 1 170 | 1 148 |

| 2017  | 2022  | - | - | - | - | - | - | - |
| ----- | ----- | - | - | - | - | - | - | - |
| 1 366 | 1 381 | - | - | - | - | - | - | - |

## Économie

### Revenus de la population et fiscalité
En 2019, le nombre de ménages fiscaux de la commune était de 499, représentant 1 371 personnes et la  médiane du revenu disponible par unité de consommation  de 23 950 euros.

### Emploi
En 2018, le nombre total d’emplois dans la zone était de 87, occupant 641 actifs  résidants (dont 10,3 % dans la commune de résidence et 89,7 % dans une commune autre que la commune de résidence).
Le taux d'activité de la population (actifs ayant un emploi) âgée de 15 à 64 ans s'élevait à 71,3 % contre un taux de chômage de 9,3 %.
Les 19,4 % d’inactifs se répartissent de la façon suivante : 7,7 % d’étudiants et stagiaires non rémunérés, 6,4 % de retraités ou préretraités et 5,4 % pour les autres inactifs.

### Secteurs d'activité

#### Entreprises et commerces
Au 31 décembre 2019, le nombre d’unités légales et d’établissements (activités marchandes hors agriculture) par secteur d'activité était de 58 dont 1 dans l’industrie manufacturière, industries extractives et autres, 15 dans la construction, 18 dans le commerce de gros et de détail, transports, hébergement et restauration, 1 dans l’Information et communication, 1 dans les activités immobilières, 9 dans les activités spécialisées, scientifiques et techniques et activités de services administratifs et de soutien, 9 dans l’administration publique, enseignement, santé humaine et action sociale et 4 étaient relatifs aux autres activités de services.
En 2020, 14 entreprises ont été créées sur le territoire de la commune, dont 12 individuelles.
Au 1er janvier 2022, la commune ne disposait pas d’hôtel et de terrain de camping.

#### Agriculture
Fublaines est dans la petite région agricole dénommée les « Vallées de la Marne et du Morin », couvrant les vallées des deux rivières, en limite de la Brie. En 2010, l'orientation technico-économique de l'agriculture sur la commune est la polyculture et le polyélevage.
Si la productivité agricole de la Seine-et-Marne se situe dans le peloton de tête des départements français, le département enregistre un double phénomène de disparition des terres cultivables (près de 2 000 ha par an dans les années 1980, moins dans les années 2000) et de réduction d'environ 30 % du nombre d'agriculteurs dans les années 2010. Cette tendance se retrouve au niveau de la commune où le nombre d’exploitations est passé de 2 en 1988 à 1 en 2010. Parallèlement, la taille de ces exploitations diminue, passant de 166 ha en 1988 à 136 ha en 2010.
Le tableau ci-dessous présente les principales caractéristiques des exploitations agricoles de Fublaines, observées sur une période de 22 ans : 
|                                      | 1988 | 2000 | 2010 |
| ------------------------------------ | ---- | ---- | ---- |
| Dimension économique,                |      |      |      |
| Nombre d’exploitations (u)           | 2    | 3    | 1    |
| Travail (UTA)                        | 5    | 3    | 1    |
| Surface agricole utilisée (ha)       | 332  | 215  | 136  |
| Cultures                             |      |      |      |
| Terres labourables (ha)              | s    | 169  | s    |
| Céréales (ha)                        | s    | s    | s    |
| dont blé tendre (ha)                 | s    | s    | s    |
| dont maïs-grain et maïs-semence (ha) | s    | s    | s    |
| Tournesol (ha)                       | s    |      |      |
| Colza et navette (ha)                | s    | s    | s    |
| Élevage                              |      |      |      |
| Cheptel (UGBTA)                      | 14   | 22   | 17   |

## Culture locale et patrimoine

### Monuments et lieux remarquables
La commune ne compte pas de monument répertorié à l'inventaire des monuments historiques (Base Mérimée).

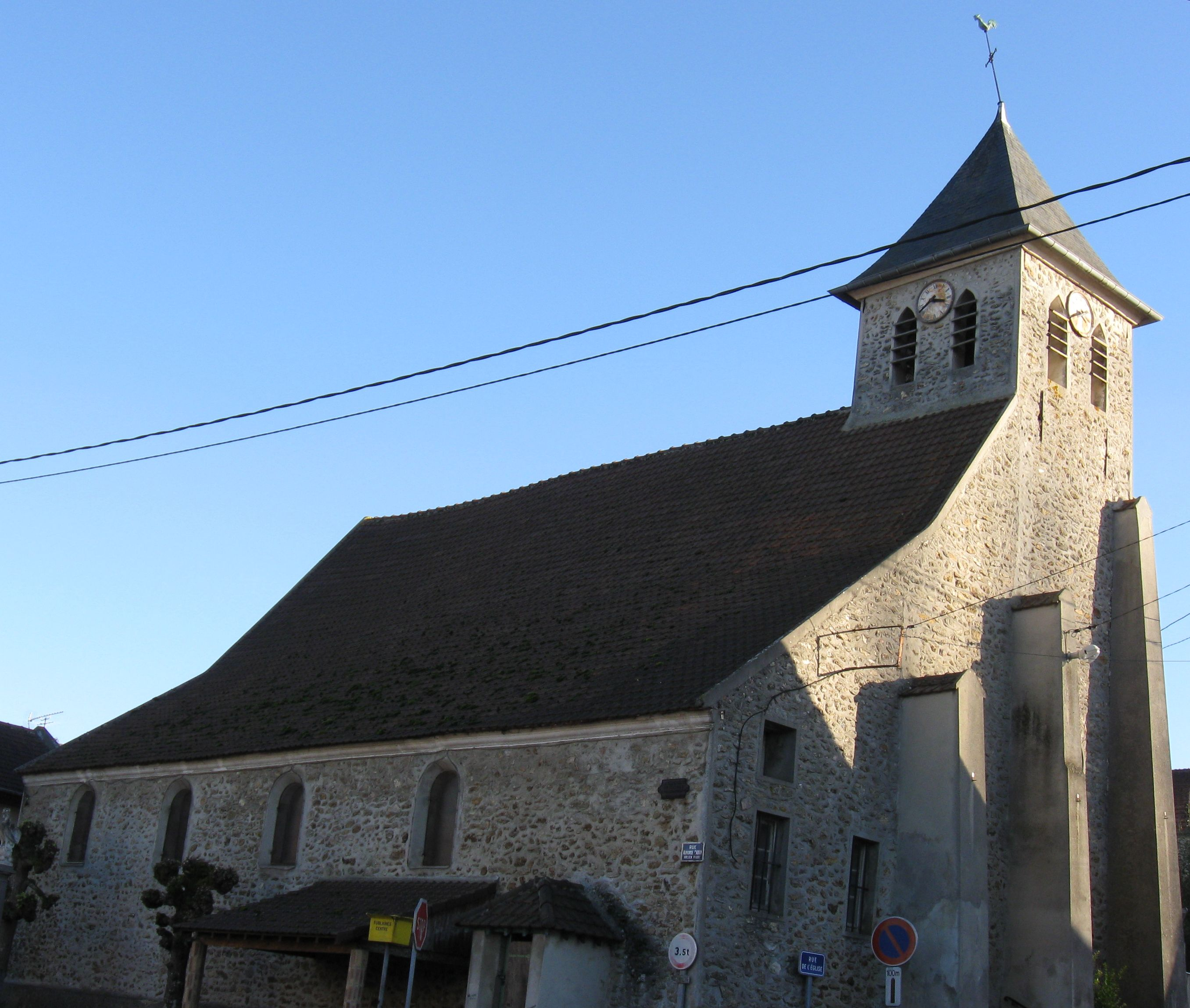
L'église Saint-Éloi.

### Autres lieux et monuments
- L'église placée sous le vocable de Saint-Éloi. Les huguenots pillèrent l'église en 1561, au début des guerres de religion ;
- La commune est traversée par le sentier de grande randonnée 14A (GR14A) ;
- Couvent des Minimes de Fublaines

### Personnalités liées à la commune
- Marin Mersenne (1588-1648), religieux français érudit, mathématicien et philosophe séjourna à Fublaines, en tant que moine.

### Héraldique
| Blason de Fublaines | Blason  | D'azur à la barre d'or chargée d'une église de gueules. |
| Blason de Fublaines | Détails |                                                         |